# انتخابات الولايات المتحدة 2022
انتخابات الولايات المتحدة لعام 2022 هي مجموعة من الانتخابات جرت في 8 نوفمبر 2022 والذي يسمى في امريكا (يوم الانتخابات). وتسمى هذه الانتخابات بانتخابات التجديد النصفي للولايات المتحدة، والتي حدثت خلال فترة الرئيس الحالي للولايات المتحدة جو بايدن المنتمي إلى الحزب الديمقراطي، بهذه الانتخابات تم التنافس على جميع مقاعد مجلس النواب الأمريكي البالغ عددها 435 مقعدًا وعلى 35 من أصل 100 مقعدًا في مجلس الشيوخ الأمريكي وذلك لتحديد الكونغرس 118 للولايات المتحدة. كما تم التنافس على 39 منصب لحكام الولايات والمناطق، بالإضافة إلى العديد من الانتخابات المحلية والحكومية الأخرى. كانت هذه أول انتخابات تتأثر بإعادة تقسيم الدوائر الأمريكية، التي أعقبت تعداد الولايات المتحدة لعام 2020. فاز الحزب الجمهوري بأغلبية ضئيلة في مجلس النواب، واحتفظ الحزب الديمقراطي بالسيطرة على مجلس الشيوخ.
بحسب المسار التاريخي لانتخابات التجديد النصفي، فإنه وفي الغالب تشهد الانتخابات خسارة للحزب الذي ينتمي له رئيس الولايات المتحدة. إلا أن الديمقراطيون استطاعو وبشكل ملحوظ كسر هذا المسار. وبعكس ما كان متوقعا، فلم يكن هناك اي موجة حمراء. حيث كان التنافس لسيطرة على الكونغرس متقارب بين الحزبين من حيث الفرق في المقاعد المكتسبة، ولم يكن هناك اي انتصار ساحق وواضح.

## الحملة الانتخابية

### الانتخابات التمهيدية
في يونيو 2022، ذكرت صحيفة نيويورك تايمز أن أذرع الحملات الديمقراطية كانت تساعد المرشحين اليمينيين المتطرفين في الانتخابات التمهيدية للجمهوريين، معتقدين أنهم سيكونون خصومًا أسهل في الانتخابات العامة. مال المرشحون الجمهوريون الأساسيون الذين أيدهم الرئيس السابق دونالد ترامب للفوز مع كون دعمه حاسمًا للكثيرين. شهد التقدميون داخل الحزب الديمقراطي نتائج متباينة، حيث فاز كل من التقدميين والوسطيين بسباقات مهمة.

### مشاكل

#### اقتصاد
عانى الناخبون من أسعار المستهلكين المرتفعة تاريخياً، وأسعار الغاز، وأسعار الفائدة، والتي ادعى الجمهوريون أنها ناجمة كليًا أو جزئيًا عن سياسة جو بايدن والحكومة الديمقراطية. يُشار إلى الاقتصاد عمومًا على أنه أهم قضية بالنسبة للناخبين طوال عام 2022.

#### إجهاض
بعد حكم المحكمة العليا في Dobbs v. منظمة صحة المرأة في جاكسون التي أسقطت قضية رو ضد. وايد في يونيو، تفوق الديمقراطيون على نتائج بايدن لعام 2020 في العديد من الانتخابات الخاصة لمجلس النواب، مع الإشارة إلى الإجهاض كمساهم رئيسي في انتصاراتهم. وزاد الحكم الإجهاض بالنسبة للناخبين، مع تزايد التأييد بين النساء للحزب الديمقراطي بعد القرار. ست ولايات على الأقل لديها مبادرة اقتراع متعلقة بالإجهاض، وهي أكبر عدد على الإطلاق في عام واحد.

#### الجريمة والعنف المسلح
أدت عمليات إطلاق النار الجماعية الأخيرة إلى جعل العنف المسلح والجريمة أكثر أهمية بالنسبة للناخبين. نص قانون المجتمعات الأكثر أمانًا من الحزبين، الذي تم تمريره في يونيو 2022، على قوانين ممتدة لسلامة السلاح وقد روج له بايدن والديمقراطيون. على الرغم من ذلك، حافظ الجمهوريون على تقدمهم بين الناخبين الذين أشاروا إلى الجريمة كقضية رئيسية. ألقى الجمهوريون باللوم في زيادة جرائم العنف والقتل في عامي 2020 و 2021 على التقدميين والليبراليين، على الرغم من أن بايدن سبق أن رفض الدعوات إلى «وقف تمويل الشرطة»، وهو شعار أيده المتظاهرون من أجل العدالة العرقية. وضغط الديمقراطيون من أجل قوانين أكثر صرامة للأسلحة، بما في ذلك حظر الأسلحة الهجومية، في حين سعى الجمهوريون لحماية الوصول إلى الأسلحة والتعديل الثاني.

#### ديمقراطية
جادل الديمقراطيون بأن أنصار دونالد ترامب أصبحوا سلطويين بشكل متزايد أو «شبه فاشيين» كما أطلق عليهم بايدن، منذ أن واصل ترامب الطعن في نتائج الانتخابات الرئاسية الأمريكية لعام 2020. كما جادل الديمقراطيون بأن استعادة الجمهوريين للسلطة سيضر بالحوكمة الأمريكية، حيث رشح الحزب الجمهوري العديد من رافضي الانتخابات في جميع أنحاء البلاد لانتخابات عام 2022.
في العديد من الدول المختلفة[بحاجة لمصدر] ، رفع الحزب الديمقراطي دعاوى قضائية عديدة لإزالة مرشحي حزب الخضر من الاقتراع. أبرزها ماثيو هوه مرشح حزب الخضر في نورث كارولينا في مجلس الشيوخ.

#### تعليم
جادل الجمهوريون بأن الآباء يتمتعون بمزيد من السيطرة على ما يدرسه أطفالهم في المدارس، مع الاهتمام بشكل خاص بالعرق والهوية الجنسية والجنس التي تتم مناقشتها. رفض الديمقراطيون هذه المخاوف باعتبارها ضغطًا للرقابة، قائلين إنها ستضر بطلاب LGBT على وجه الخصوص. تعهد زعيم الأقلية في مجلس النواب كيفين مكارثي «باستعادة التعلم المفقود من إغلاق المدارس» خلال وباء COVID-19 في الولايات المتحدة.

#### تغير المناخ
دفع الديمقراطيون التقدميون من أجل تشريع لمكافحة الآثار السلبية لتغير المناخ، بما في ذلك الحوافز نحو اعتماد الطاقة المتجددة والسيارات الكهربائية.

#### الهجرة
أعطت زيادة تجاوزت 385٪ في اللقاءات الحدودية من 2020 إلى 2022 للجمهوريين ميزة على الديمقراطيين حيث تميل استطلاعات الرأي إلى إظهار الناخبين يفضلون الجمهوريين بشكل معتدل على الديمقراطيين لحل مشاكل الهجرة. في حيلة سياسية، أرسل رون ديسانتيس مهاجرين إلى مارثا فينيارد.

#### الإعفاء من قرض الطالب
منذ أن كشف بايدن عن خطة للإعفاء من قروض الطلاب، يسعى كلا الحزبين إلى تحقيق مكاسب انتخابية من القرار مع استهداف الجمهوريين للعاملين من ذوي الياقات الزرقاء والديمقراطيين الذين يحتمل أن يجتذبوا الناخبين الشباب. وجد أن غالبية الناخبين يؤيدون الإعفاء من قروض الطلاب في الفترة التي تسبق الانتخابات.

#### رئاسة جو بايدن
يستفيد الجمهوريون من معدلات الموافقة المنخفضة للرئيس جو بايدن، حيث تراوح من 30٪ إلى 40٪ في معظم أوقات العام. زادت تصنيفاته لفترة وجيزة بعد عدة انتصارات تشريعية في أغسطس وسبتمبر 2022،  لكنها استقرت مرة أخرى في أكتوبر عندما ركز الناخبون مرة أخرى على حالة الاقتصاد.

#### الغزو الروسي لأوكرانيا
الغزو الروسي لأوكرانيا هو القضية الرئيسية في السياسة الخارجية، مما أدى إلى تحويل الدعم لبايدن وإبراز دعم الحزب الجمهوري المتصور لروسيا. قبل يوم واحد من يوم الانتخابات، كتب رجل الأعمال الروسي يفغيني بريغوزين، الذي كان وسط اتهامات بأنشطة دعائية خفية من قبل الحكومة الروسية، في فكونتاكتي فيما يتعلق بالتدخل الروسي في الانتخابات الأمريكية: «لقد تدخلنا، ونحن نتدخل وسنفعل. تواصل التدخل».

## الانتخابات الفيدرالية

### انتخابات مجلس الشيوخ
سيكون خمسة وثلاثون مقعدًا من أصل 100 مقعدًا في مجلس الشيوخ مطروحًا للانتخابات، بما في ذلك جميع المقاعد البالغ عددها 34<span typeof="mw:Entity" id="mwARA">&nbsp;</span>3 مقاعد. يتم إجراء انتخابات خاصة لملء شاغر من فئة أخرى في مجلس الشيوخ. نظرًا لأن أعضاء مجلس الشيوخ يخدمون لمدة ست سنوات، فإن آخر انتخابات مجدولة بانتظام للفئة عُقد 3 أعضاء في مجلس الشيوخ في عام 2016 . سيؤدي الفائزون في انتخابات مجلس الشيوخ الأمريكي اليمين في 3 يناير 2023، أمام الكونغرس الـ 118 .

#### انتخابات خاصة
سيتم إجراء انتخابين خاصين في عام 2022 ليحلوا محل أعضاء مجلس الشيوخ الذين استقالوا خلال المؤتمر 117th :
- فئة كاليفورنيا 3 : تم انتخاب كامالا هاريس الحالية نائبة لرئيس الولايات المتحدة واستقالت في يناير 18، 2021، لتولي منصب الرئيس بحكم المنصب لمجلس الشيوخ.[36] استخدم الحاكم جافين نيوسوم سلطته لتعيين وزير ولاية كاليفورنيا، أليكس باديلا، خلفًا لها. ومن المقرر إجراء انتخابات خاصة لملء الأسابيع المتبقية من ولاية هاريس في نوفمبر 8، 2022، في نفس يوم الانتخابات العادية لفترة ست سنوات، وفقًا لأمر صادر عن نيوسوم.[37][38]
- أوكلاهوما كلاس 2 : أعلن شاغل المنصب جيم إنهوف في 24 فبراير 2022، أنه سيستقيل من مجلس الشيوخ في نهاية المؤتمر 117th في 3 يناير 2023. من المقرر إجراء انتخابات خاصة لملء السنوات الأربع المتبقية من ولايته في 8 نوفمبر 2022، بالتزامن مع الانتخابات العادية لمقعد الفئة 3، الذي عقده جيمس لانكفورد.[39]

### انتخابات مجلس النواب
وستكون جميع مقاعد التصويت البالغ عددها 435 في مجلس النواب مطروحة للانتخاب. أعلن 51 ممثلاً ومندوبًا واحدًا غير مصوت (32 ديمقراطيًا و 20 جمهوريًا) أنهم سيتقاعدون أو يستقيلون مبكرًا. تم تحديد شاغلي المناصب في هذه السباقات في انتخابات مجلس النواب لعام 2020 والانتخابات الخاصة اللاحقة. نظرًا لأن هذه الانتخابات ستكون الأولى التي يتم إجراؤها بعد إعادة تقسيم الدوائر بعد التعداد السكاني لعام 2020 ، فإن العديد من الدوائر تفتقر إلى شاغل الوظيفة أو بها العديد من المناصب الحالية.

#### انتخابات خاصة
تم إجراء ثمانية انتخابات خاصة لمجلس النواب في عام 2022:
- منطقة الكونجرس العشرين في فلوريدا: هزمت الديموقراطية شيلا تشيرفيلوس ماكورميك الجمهوري جيسون مارينر لتخلف الديموقراطية ألس هاستينغز، التي توفيت في 6 أبريل 2021 بسرطان البنكرياس.[40][41][42] المنطقة لديها مؤشر حزبي من D + 28.[43]
- منطقة الكونجرس رقم 22 في كاليفورنيا: هزمت كوني كونواي الديموقراطية لورين هوبارد في جولة الإعادة لخلافة الجمهوري ديفين نونيس، الذي استقال في 1 يناير 2022، ليصبح الرئيس التنفيذي لمجموعة ترامب للإعلام والتكنولوجيا.[44][45] المنطقة لديها مؤشر حزبي من R + 6.[43]
- منطقة الكونجرس الرابعة والثلاثين في تكساس: هزمت الجمهورية مايرا فلوريس الديموقراطي دان سانشيز خلفًا للديمقراطي فيليمون فيلا جونيور، الذي استقال في 31 مارس 2022، للعمل مع أكين جامب شتراوس هاور آند فيلد.[46] المنطقة لديها مؤشر حزبي D + 5.[43]
- منطقة الكونجرس الأولى في نبراسكا: هزم الجمهوري مايك فلود الديموقراطية باتي بانسينغ بروكس ليخلف الجمهوري جيف فورتنبيري، الذي استقال في 31 مارس 2022، بعد توجيه الاتهام إليه واعتقاله للكذب على مكتب التحقيقات الفيدرالي بشأن مساهمات الحملة.[47] المنطقة لديها مؤشر حزبي من R + 11.[43]
- منطقة الكونجرس الأولى في مينيسوتا: هزم الجمهوري براد فينستاد الديموقراطي جيف إيتنجر ليخلف الجمهوري جيم هاجيدورن، الذي توفي في 17 فبراير 2022، من سرطان الكلى.[48][49] المنطقة لديها مؤشر حزبي من R + 8.[43]
- منطقة الكونجرس العامة في ألاسكا: هزمت الديموقراطية ماري بيلتولا الجمهوريين سارة بالين ونيك بيجيتش الثالث ليخلف الجمهوري دون يونغ، الذي توفي في 18 مارس 2022.[50] المنطقة لديها مؤشر حزبي من R + 9.[43]
- منطقة الكونجرس التاسع عشر في نيويورك: هزم الديمقراطي بات رايان الجمهوري مارك مولينارو ليخلف الديمقراطي أنطونيو ديلجادو الذي استقال في 25 مايو 2022 ليصبح نائب حاكم نيويورك.[51] المنطقة لديها مؤشر حزبي من R + 3.[43]
- منطقة الكونجرس رقم 23 في نيويورك: هزم الجمهوري جو سيمبولينسكي الديموقراطي ماكس ديلا بيا ليخلف الجمهوري توم ريد، الذي استقال في 10 مايو 2022، وسط مزاعم بالاعتداء الجنسي.[52] المنطقة لديها مؤشر حزبي من R + 9.[43]

ستُجرى انتخابات خاصة أخرى في عام 2022 لتحل محل العضو الذي توفي في منصبه خلال المؤتمر 117th:
- منطقة الكونجرس الثانية بولاية إنديانا: توفي الجمهوري شاغل المنصب جاكي والورسكي في 3 أغسطس 2022، في حادث تصادم مروري.[53] من المقرر إجراء انتخابات خاصة في 8 نوفمبر 2022.[54] المنطقة لديها مؤشر حزبي من R + 13.[55]

## انتخابات الولاية

### انتخابات حكام الولايات
ستجرى الانتخابات لولايات 36 ولاية وثلاثة أقاليم. نظرًا لأن معظم المحافظين يخدمون لفترات مدتها أربع سنوات، فقد أجريت آخر انتخابات مجدولة بانتظام لمعظم المقاعد للانتخابات في عام 2022 في عام 2018 . يخدم كل من حكام ولايتي نيو هامبشاير وفيرمونت لمدة عامين، لذلك تم تحديد شاغلي المناصب في هاتين الولايتين من خلال انتخابات حكام الولايات لعام 2020 .

### انتخابات النائب العام

أوضاع شاغلي المناصب لانتخابات المدعي العام الأمريكية لعام 2022
Republican incumbent
Democratic incumbent
Term-limited or retiring Republican
Term-limited or retiring Democrat
No election

يُنتخب المدعون العامون في ثلاثين ولاية وثلاثة أقاليم ومنطقة فيدرالية واحدة. جرت الانتخابات السابقة لهذه المجموعة من الولايات في عام 2018 . يخدم المدعي العام في ولاية فيرمونت لمدة عامين وانتخب آخر مرة في عام 2020.

### انتخابات وزيرة الخارجية
يُنتخب وزراء الخارجية في سبع وعشرين ولاية. جرت الانتخابات السابقة لهذه المجموعة من الولايات في عام 2018. يخدم وزير خارجية ولاية فيرمونت لمدة عامين وانتخب آخر مرة في عام 2020.

### انتخابات أمين صندوق الولاية
سيتم انتخاب أمناء الخزانة ومن في حكمهم في سبع وعشرين ولاية، بالإضافة إلى انتخابات خاصة في ولاية يوتا. جرت الانتخابات السابقة لهذه المجموعة من الولايات في عام 2018. يخدم أمين صندوق فيرمونت لمدة عامين وانتخب آخر مرة في عام 2020 .

### الانتخابات التشريعية
ستجري الغالبية العظمى من الولايات والأقاليم انتخابات تشريعية في عام 2022. لن تجري ولايات لويزيانا وميسيسيبي ونيوجيرسي وفيرجينيا انتخابات تشريعية للولاية، حيث تجري جميع هذه الولايات مثل هذه الانتخابات في السنوات الفردية. في الولايات التي تستخدم مصطلحات متداخلة، لن يكون بعض أعضاء مجلس الشيوخ في الولاية للانتخاب. نظرًا لأن هذه الانتخابات ستكون الأولى التي يتم إجراؤها بعد إعادة تقسيم التعداد السكاني لعام 2020 ، فقد تفتقر العديد من الدوائر التشريعية إلى شاغل الوظيفة أو لديها العديد من المناصب الحالية.

### الاستفتاءات
ست ولايات لديها إجراء اقتراع متعلق بالإجهاض ردًا على قرار المحكمة العليا الأمريكية في قضية دوبس ضد. منظمة صحة المرأة في جاكسون التي منحت الولايات الفردية السلطة الكاملة لتنظيم أي جانب من جوانب الإجهاض: كاليفورنيا، كانساس، كنتاكي، ميشيغان، مونتانا، وفيرمونت. خلال الانتخابات التمهيدية لشهر آب (أغسطس)، رفض 59٪ من ناخبي كنساس «تعديل القيمة على حد سواء» في ولايتهم، والذي كان من شأنه إزالة الحق في الإجهاض من دستور كانساس. سينظر الناخبون في كاليفورنيا في الاقتراح 1 أثناء الانتخابات العامة، والذي من شأنه تعديل دستور كاليفورنيا لمنح حق الإجهاض ووسائل منع الحمل بشكل صريح.
في ولاية تينيسي، سيقرر الناخبون التعديل رقم 1، الذي من شأنه تعديل دستور ولاية تينيسي لجعل أماكن العمل تتطلب أن يكون الموظفون أعضاء في نقابات عمالية، كشرط للتوظيف، أمرًا غير قانوني.

## الانتخابات المحلية

### انتخابات رئاسة البلدية
أجرى عدد من المدن الأمريكية الكبرى انتخابات بلدية في عام 2022:
- أوكلاهوما سيتي، أوكلاهوما: في 8 فبراير، أعيد انتخاب ديفيد هولت الذي شغل المنصب لولاية واحدة ضد فرانك أوربانك وكارول هيفنر.
- ميلووكي، ويسكونسن: في 5 أبريل، فاز القائم بأعمال رئيس البلدية كافاليير جونسون بالانتخابات الخاصة لولاية كاملة ضد بوب دونوفان.
- نورمان، أوكلاهوما: في 5 أبريل، خسر الرئيس الحالي برييا كلارك فترة إعادة انتخابه في جولة الإعادة ضد لاري هيكيلا.
- كولومبيا، ميسوري: في 5 أبريل، هزمت باربرا بافالو راندي مينتشيو بفارق ضئيل، خلفًا لبريان تريس الذي شغل المنصب لفترتين.
- دنتون، تكساس: في 7 مايو، أعيد انتخاب جيرارد هودسبيث الذي شغل المنصب لفترة ولاية واحدة ضد بول ميلتزر.
- نيوارك، نيوجيرسي: في 10 مايو، فاز رأس بركة، شاغل المنصب لفترتين، بإعادة انتخابه ضد شيلا مونتاج.
- شارلوت، كارولاينا الشمالية: في 26 يوليو، فاز في لايلز، شاغل المنصب لفترتين، بإعادة انتخابه ضد ستيفاني دي ساراشاجا بلباو.

#### مؤهل
- ليكسينغتون، كنتاكي: ترشح الجمهوريّة الحالية ليندا جورتون لإعادة انتخابها.[61]
- فورت سميث، أركنساس: الديمقراطي الحالي جورج ماكجيل يترشح لإعادة انتخابه.[62]
- ليتل روك، أركنساس: الديمقراطي الحالي فرانك سكوت جونيور يرشح نفسه لإعادة انتخابه.[63]
- رالي، نورث كارولينا: ترشح الديموقراطية الحالية ماري آن بالدوين لإعادة انتخابها.[64]
- رينو، نيفادا: المستقلة الحالية هيلاري شيفي ترشح نفسها لإعادة انتخابها.[65]
- سان برناردينو، كاليفورنيا: خسر الجمهوري الحالي جون فالديفيا إعادة انتخابه في الانتخابات التمهيدية. تقدمت هيلين تران وجيم بنمان إلى جولة الإعادة.[66]
- شريفيبورت، لويزيانا: يترشح الديموقراطي الحالي أدريان بيركنز لإعادة انتخابه.[67]
- تالاهاسي، فلوريدا: المرشح الديموقراطي الحالي جون إي دايلي يرشح نفسه لإعادة انتخابه.[68]
- واشنطن العاصمة: ترشح الديموقراطية الحالية موريل باوزر لإعادة انتخابها.[69]

#### غير مؤهل أو متقاعد
- أنهايم، كاليفورنيا: استقال الجمهوري هاري سيدو من منصبه وسط تحقيق فيدرالي بالفساد في مكتبه.[70][71]
- أوغوستا ، جورجيا: الديموقراطي الحالي هاردي ديفيس غير مؤهل للترشح لإعادة الانتخاب بسبب حدود الولاية.
- أوستن، تكساس : الديموقراطي الحالي ستيف أدلر غير مؤهل للترشح لإعادة الانتخاب بسبب حدود الفترة.
- تشولا فيستا ، كاليفورنيا : الديموقراطية الحالية ماري سالاس غير مؤهلة للترشح لإعادة الانتخاب بسبب حدود الفترة.
- هندرسون ، نيفادا : الديموقراطية الحالية ديبرا مارش غير مؤهلة للترشح لإعادة الانتخاب بسبب حدود الولاية.
- لاريدو ، تكساس : الديموقراطي الحالي بيت ساينز غير مؤهل للترشح لإعادة الانتخاب بسبب حدود الفترة.
- لونج بيتش ، كاليفورنيا : الديموقراطي الحالي روبرت جارسيا غير مؤهل للترشح لإعادة الانتخاب بسبب حدود المدة.[72]
- لوس أنجلوس ، كاليفورنيا : الديموقراطي الحالي إريك غارسيتي غير مؤهل للترشح لإعادة الانتخاب بسبب حدود المدة. [ا]
- لويزفيل ، كنتاكي : الديموقراطي الحالي جريج فيشر غير مؤهل للترشح لإعادة الانتخاب بسبب حدود الولاية.
- لوبوك ، تكساس : تقاعد الجمهوري الحالي دان بوب.[73]
- نيوبورت نيوز ، فيرجينيا : تقاعد ماكينلي برايس المستقل الحالي.[74]
- شمال لاس فيغاس ، نيفادا : يتقاعد الجمهوري الحالي جون جاي لي للترشح لمنصب حاكم ولاية نيفادا.[75]
- أوكلاند ، كاليفورنيا : الديموقراطية الحالية ليبي شاف غير مؤهلة للترشح لإعادة الانتخاب بسبب حدود الفترة.
- بروفيدنس ، رود آيلاند : العضو الديموقراطي الحالي خورخي إلورزا غير مؤهل للترشح لإعادة الانتخاب بسبب حدود الولاية.
- سان خوسيه ، كاليفورنيا : الديموقراطي الحالي سام ليكاردو غير مؤهل للترشح لإعادة الانتخاب بسبب حدود الفترة.

### انتخابات المقاطعات
- مقاطعة كوك ، إلينوي : المقيم ، كاتب ، شريف ، أمين صندوق ، مجلس المفوضين ، مجلس المراجعة ، مجلس مقاطعة استصلاح المياه ، محكمة الدائرة
- مقاطعة كوياهوغا ، أوهايو: المجلس التنفيذي
- مقاطعة هينيبين ، مينيسوتا: محامي
- مقاطعة لوس أنجلوس ، كاليفورنيا : شريف ، مقيم ، مجلس المشرفين ، المحكمة العليا
- مقاطعة أورانج ، كاليفورنيا: المدعي العام ، مجلس المشرفين

## الانتخابات القبلية
تجري العديد من القبائل الأمريكية الأصلية البارزة انتخابات للمناصب التنفيذية القبلية خلال عام 2022، بما في ذلك قبيلة نافاجو ، وأمة كاو ، وشيان ريفر سيوكس ، وقبيلة سان كارلوس أباتشي ، وقبيلة وامبانواغ من جاي هيد ، وقبيلة ديلاوير للهنود .
خلال عام 2022، أعيد انتخاب جيفري ستاندينج بير ، رئيس أوسيدج نيشن  ورئيس المجلس القبلي بيفرلي كيوهاويتون كوك من قبيلة سانت ريجيس موهوك  لولاية ثالثة. أعيد انتخاب الرئيس مارشال بيريت من قبيلة تونيكا بيلوكسي ،  قبيلة بيوريا من هنود أوكلاهوما ، الزعيم كريغ هاربر ،  وجوزيف روبنيك رئيس قبيلة برايري باند بوتواتومي  لولاية ثانية. أعاد المجلس المركزي لقبائل تلينجيت وهيدا في ألاسكا انتخاب الرئيس القبلي تشالي إيش ريتشارد بيترسون لولاية خامسة ؛  وبالمثل ، تم انتخاب لين «ناي» فالبوينا للخدمة لفترة خامسة كرئيس لفرقة سان مانويل للهنود الإرساليات. كما أعيد انتخاب رئيس قبيلة بيوريا للهنود في أوكلاهوما كريج هاربر ورئيس مجتمع سالت ريفر بيما ماريكوبا مارتن هارفير ،  بالإضافة إلى جوزيف بيرد رئيس قبيلة كواباو. أعيد انتخاب بيل ستيرود كرئيس لقبيلة بويالوب. انضم لأول مرة إلى مجلس بويالوب القبلي في عام 1978.
تم انتخاب ريد د. ميلانوفيتش رئيسًا لفرقة أغوا كالينتي من هنود كاهويلا، ليحل محل المتقاعد جيف جروب. كلايتون دومونت جونيور فاز بمقعد مفتوح ليصبح رئيسًا لقبائل كلاماث. تم انتخاب Arden L. Kucate حاكماً لبويبلو من Zuni . في اتحاد Wabanaki ، أعادت قبيلة Passamaquoddy في Motahkmikuk انتخاب وليام نيكولاس لولاية رابعة كرئيس ؛ تم انتخاب الزعيم كيرك فرانسيس لولاية سادسة كرئيس لأمة بينوبسكوت؛ وانتخب النائبة القبلية رينا نيويل رئيسة لقبيلة Passamaquoddy في Sipayik ، وأطاحت بالزعيم ماجي دانا.
وهُزم العديد من زعماء القبائل الآخرين عندما كانوا يسعون لإعادة انتخابهم. هزمت لورا آن تشيسون أوجست «كاكاو» كريبل في الانتخابات لمنصب الرئيس الرئيسي لأمة هوما المتحدة. هزمت كيسي فيلاسكيز رئيسة الجمعية جويندينا لي جاتوود لتصبح ثاني امرأة تُنتخب لقيادة قبيلة White Mountain Apache. روزماري لاكلير تغلب على رئيس قبيلة نوكساك الهندية القبلية روزويل كلاين الأب  ورئيس فرقة ريد ليك من تشيبيوا السابق فلويد «باك» جوردان هزم الزعيم القبلي الحالي داريل سيكي الأب 

## جدول نتائج الولاية والأقاليم والفيدرالية
يُظهر هذا الجدول النتائج الحزبية للسباق الرئاسي والكونغرس وحكام الولايات والتشريعات في كل ولاية وإقليم في عام 2022. لاحظ أنه لا تجري جميع الولايات والأقاليم انتخابات حاكمية وتشريعية وانتخابات مجلس الشيوخ في عام 2022. المناطق الخمس وواشنطن العاصمة، لا تنتخب أعضاء في مجلس الشيوخ ، والأقاليم لا تشارك في الانتخابات الرئاسية ؛ بدلاً من ذلك ، ينتخب كل منهم عضوًا واحدًا غير مصوت في المجلس. يتم انتخاب المجلس التشريعي أحادي المجلس في نبراسكا والحاكم والمجلس التشريعي لساموا الأمريكية على أساس غير حزبي، والانتماء الحزبي السياسي غير مدرج.

## تكلفة الحملة الانتخابية
مع ما يقرب من 17 مليار دولار من النفقات الإجمالية ، كانت الحملات الانتخابية لانتخابات منتصف المدة الأمريكية في عام 2022 هي الأغلى في تاريخ الولايات المتحدة.

## ملحوظات
1. ↑  Eric Garcetti has been nominated to the post of قائمة سفراء الولايات المتحدة لدى الهند and it is currently unknown if he will end his term early. Should this occur, the Los Angeles City Council will appoint an interim mayor to finish the remainder of his term.